# Абрикосовая ципрея
Абрикосовая ципрея, или абрикосовая каури (лат. Cypraea armeniaca), — брюхоногий моллюск из рода Ципреи. Редкий эндемик Австралийского региона.
Синонимы: (=Umbilia armeniaca Verco, 1912; Cypraea umbilicata var. armeniaca Verco, 1912; Umbilica armeniaca var. southstralica Raybaudi, 1980; Umbilica armenica var. westralica Raybaudi, 1980).

## Описание
Размеры раковины 70—120 мм. Раковина большая, округло-грушевидной формы. Общая окраска — от белой и палевой до абрикосово-оранжевой с рядами тёмно-оранжевых пятен и веснушек или без них. Окраска базы — от нежно-розовой до ярко-оранжевой. Мантия моллюска светло-кремовая.

## Распространение
Южная, Юго-Восточная и Юго- Западная Австралия, Большой Австралийский Залив. Моллюск обитает на глубине 80—250 м. Эндемик.